# Martine Taelman
Pour les articles homonymes, voir Taelman.
Martine Taelman, née le 19 juillet 1965 à Lier est une femme politique belge flamande, membre du OpenVLD. 

## Biographie
Elle est la fille de l'ancien député Willy Taelman.
Elle est licenciée en droit (UGent), est certifiée de droit international (Université de Paris). Elle fut avocate.
Elle est membre du CA de l'Onderwijssecretariaat van de Steden en Gemeenten van de Vlaamse Gemeenschap (2007).
Elle est officier de l'Ordre de Léopold (2014).

## Fonctions politiques
- 1999-2003 : sénatrice élue directe
- 2001- : conseillère communale à Grobbendonk
- 2001- : échevine à Grobbendonk
- 2003-2007 : membre de la Chambre des représentants
- 2007-2010 : sénatrice cooptée
- 2010-2014 : sénatrice élu directe en remplacement de Dirk Sterckx, député européen
- 2014- : députée flamande
  - 2014- : sénatrice de communauté